# 12840 Паолаферрарі
12840 Паолаферрарі (12840 Paolaferrari) — астероїд головного поясу, відкритий 6 квітня 1997 року.
Тіссеранів параметр щодо Юпітера — 3,542.